# Titian Teras
Titian Teras is een bestuurslaag in het regentschap Merangin van de provincie Jambi, Indonesië. Titian Teras telt 1381 inwoners (volkstelling 2010).